# 핵추진 항공기

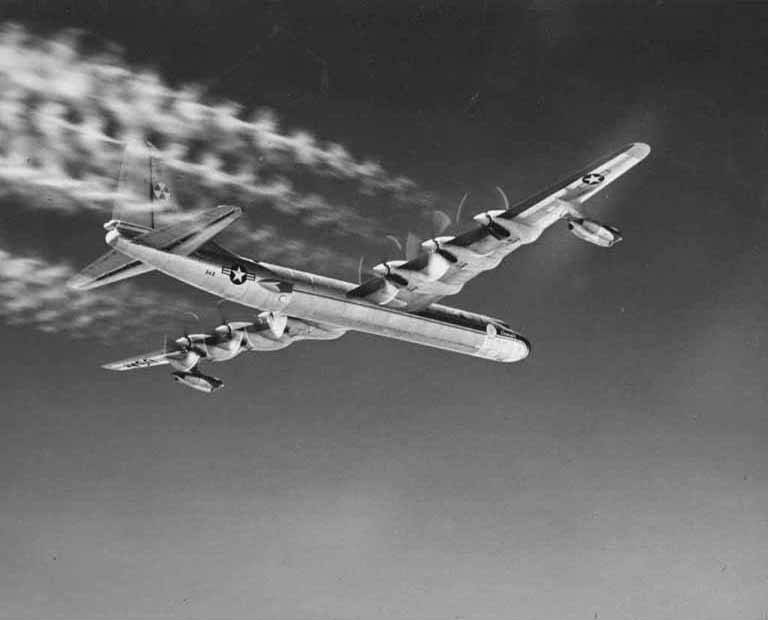

핵추진 항공기는 원자로를 엔진으로 사용하는 비행기를 말한다.

## 역사
1946년 5월, 미국 공군은 핵추진 항공기 개발을 시작했다. 콘베어 B-36 전략 폭격기 2대를 개조해 원전을 장착했다. 하나는 제네럴 다이내믹스의 직접 공기 냉각 방식, 다른 하나는 프랫 앤 휘트니의 간접 공기 냉각 방식이었다.
NB-36H 폭격기는 1955년부터 1957년까지 47차례, 215시간 동안 5명의 인원을 태우고 시험비행 했다. 그러나 이후에 개발계획을 취소했다.
2018년 3월 1일, 푸틴 대통령이 국정연설에서 9M730 부레베스트니크 미사일을 자랑했다. "2017년 말 러시아 중부 훈련장에서 발사 시험이 성공적으로 이뤄졌으며 비행 도중 핵 엔진은 필요한 추력과 성능을 증명했다"며 "미사일 발사 시험과 일련의 지상 시험으로 전혀 새로운 전략핵무기 개발로 이행할 수 있게 됐다"고 주장했다.
요즘에는 원자로가 매우 작아졌다. 자동차 크기 보다 작은 욕조 크기 원자로도 개발되었다. 콘베어 B-36 전략 폭격기 같은 대형 기체에는 버스 크기, 승용차 크기, 욕조 크기의 원자로를 탑재할 수 있다.